# Guoyuan (köpinghuvudort i Kina, Jiangsu Sheng, lat 32,17, long 120,59)
Guoyuan är en köpinghuvudort i Kina. Den ligger i provinsen Jiangsu, i den östra delen av landet, omkring 170 kilometer öster om provinshuvudstaden Nanjing. Antalet invånare är 48 410. Befolkningen består av 25 295 kvinnor och 23 115 män. Barn under 15 år utgör 13,0 %, vuxna 15-64 år 70 %, och äldre över 65 år 16,0 %.
Runt Guoyuan är det tätbefolkat, med 790 invånare per kvadratkilometer. Närmaste större samhälle är Changjiang, 7,8 km söder om Guoyuan. Trakten runt Guoyuan består till största delen av jordbruksmark.
Genomsnittlig årsnederbörd är 1 284 millimeter. Den regnigaste månaden är juli, med i genomsnitt 239 mm nederbörd, och den torraste är januari, med 34 mm nederbörd.